# Floss (obec)
Floss nebo Floß je stará trhová obec v zemském okrese Neustadt an der Waldnaab v Horní Falci (Bavorsko). Leží na říčce Floß, asi 30 km západně od Tachova.

## Poloha

### Geografická poloha
Obec Floss leží v údolí na obou březích stejnojmenné řeky asi 13 kilometrů západně od německo-české hranice. Trhová obec se rozprostírá přes návrší na protilehlých březích říčky a je obklopena výraznými kopci. Jihovýchodní částí obce protéká potok Hardtbach a vlévá se na území obce do říčky Floss.
Přes  Floss vede státní silnice 2395 z Flossenbürgu do Neustadt an der Waldnaab. 
Sousední obce jsou od Západu: Theisseil, Störnstein, Püchersreuth, Plossberg, Flossenbürg a Waldthurn
| Růžice kompasu | Störnstein | Püchersreuth | Plossberg   | Růžice kompasu |
| Růžice kompasu | Theisseil  | Sever        | Flossenbürg | Růžice kompasu |
| Růžice kompasu | Theisseil  | Floss (obec) | Flossenbürg | Růžice kompasu |
| Růžice kompasu | Theisseil  | Jih          | Flossenbürg | Růžice kompasu |
| Růžice kompasu | Theisseil  | Waldthurn    | Waldthurn   | Růžice kompasu |

### Místní části
Obec Floss je rozdělena na 35 místních částí
| - Bergnetsreuth - Boxdorf - Diebersreuth - Diepoltsreuth - Ellenbach - Fehrsdorf - Floß - Gailertsreuth - Geiermühle - Gollwitzerhof - Gösen - Grafenreuth | - Hardt - Hardtheim - Haupertsreuth - Höfen - Kalmreuth - Konradsreuth - Kühbach - Meierhof - Niedernfloß - Oberndorf - Pauschendorf - Plankenhammer | - Ritzlersreuth - Schlattein - Schnepfenhof - Schönberg - Schönbrunn - Steinfrankenreuth - Weikersmühle - Welsenhof - Wilkershof - Würnreuth - Würzelbrunn |

## Dějiny

### Od počátků do 11. století
Osady kolem Flossu mají delší historii než samotný Floss. Zpočátku vznikaly ve svazích nad řekou, protože říční nížiny byly bažinaté a osídlení by bylo ohroženo záplavami. Floß vznikl jako centrum obchodu a správy na staré křižovatce cest od Weidenu přes Floß do Plößbergu a cesty z Flossenbürgu přes Floß do Neustadtu an der Waldnaab. Původním středem obce byl vrcholek se starým kostelem. Fontána na Tržním náměstí, která se nachází o něco níže, je stále svědkem starého osídlení.
V 9. a 10. století na území severní Horní Falce přicházeli bavorští osadníci z druhého břehu Dunaje. V tomto období vzniklo správní místo ve Flossu a Flosser Burg (Flossenbürg) jako obranný hrad. První písemná zmínka o obci pochází z roku 948 a zmiňuje se o bitvě ad Flozzun, v níž zvítězili Bavoři. Předpokládá se, že v této bitvě porazil bavorský vévoda Jindřich I. nájezd maďarské hordy.  Od roku 899 Maďaři téměř každý rok přepadali své západní sousedy. Tyto nájezdy skončily až roku 955 vítězstvím Otty Velikého v bitvě na Lechu.

### Od 12. do 15. století
Ve 12. století patřil Floss Adelheid ze Sulzbachu, dceři Gebharda III. ze Sulzbachu, která se vdala za Theodericha z Kleve. Na konci 12. století prodala Floss císaři Fridrichu Barbarossovi. Hrabata ze Sulzbachu zavedli  v oblastí Pfreimd a Zottbach ve 12. století těžbu a zpracování železa. V roce 1273 je poprvé zmíněn hamr ve Flossu (Hammer von der Flozze, Altenhammer).
Floss byl důležitou součástí rodového majetku Hohenštaufů. V roce 1421 získal nová tržní privilegia od svých dvou vládců, markraběte Friedricha z Brandenburgu a falckraběte Johana. Od let 1438/49 byla vláda nad Flossem v rukou rodu Wittelsbachů.
Daně se ve 13., 14. a 15. století platily v naturáliích. Bavorský urbář z období mezi 1269 a 1320 a české urbáře z období od 1366 do 1373 a  od 1416 do 1440 poskytly informace o výši daní ve Flossu a místech v okolí.

### Od 16. do 19. století
V roce 1505 byl Floss začleněn do nově založené Nové Falce rodu Wittelsbachů. V té době to bylo řízeno falckrabětem a kurfiřtem Filipem Falckým.
V průběhu třicetileté války bylo panství Floss rozděleno mezi dva znepřátelené bratry:
- Luterána Augusta Falcko-Sulzbašského, který bojoval na straně protestantského svazu, spolu s Gustavem II. Adolfem v severním Německu.
- Katolíka Wolfganga Viléma z Falc-Neuburg, který bojoval na straně katolické ligy, a roku 1623 obdržel od císaře Ferdinanda II. Horní Falc (konkrétně území Parkstein, Peilstein a Weiden).

Z důvodu soupeření dvou pretendentů byl Floss oběma stranami konfliktu považován za nepřátelské území a trpěl tak škodami z obou znepřátelených frakcí. Floss a jeho okolí bylo obzvlášť poničeno průchodem Mansfeldových vojáků v letech 1620 a 1621. Během těchto přesunů byli zemědělci okradeni o hospodářská zvířata, obilí, oděvy, prádlo, nádobí i nástroje, o penězích nemluvě. Hospodářské dvory byly ničeny a celé vsi vypáleny. Záznamy o škodách z roku 1621 zmiňovaly jen ve Flossu škody za 1944 zlatých a 19 krejcarů. Za celé panství Floss se škody vyšplahaly na 21403 zlatých a 38 krejcarů.
V roce 1614 se část Horní Falce vyčlenila do nově založeného vévodství Falc-Sulzbach. Panství Sulzbach, Floss a část panství Parkstein-Weiden patřily k tomuto vévodství. V roce 1656 se Falz-Sulzbach vymanilo ze závislosti vévodství Neuburg a stalo se nezávislým, svrchovaným imperiálním územím. To znamená, že až od roku 1656 měl vládce Falcko-Sulzbašský skutečnou svrchovanost nad svým územím. Prvním takovým vládcem byl falckrabě Kristián August vládnoucí od roku 1632.  Kristiánu Augustovi nebyla cizí náboženská tolerance.
V roce 1684 vévoda Kristián August povolil čtyřem židovským rodinám usídlit se ve Flossu. Tak byla založena židovská komunita. Od roku 1687 se Židé usazovali na severním svahu nad řekou. Jejich osada se jmenovala Judenberg a tvořila ghetto a politicky oddělené společenství. Teprve v roce 1870 byla osada na Judenbergu začleněna do obce Floss.
V roce 1777 se Floss stal jako součást vévodství Neuburg-Sulzbach v majetku Wittelsbachů částí Bavorska. Brzy také získal obchodní soud a městská práva.

### 20. století
Na sklonku druhé světové války v dubnu 1945 začaly pochody vězňů z koncentračního tábora ve Flossenbürgu do koncentračního tábora Dachau. 17. dubna 1945 mělo být z koncentračního tábora Flossenbürg vlakem transportováno asi 2000 židovských vězňů. Vlak byl napaden americkým střemhlavým letounem v železniční stanici Floß. Příslušníci SS vyskočili z vlaku a kryli se, vězni ale museli zůstat ve vlaku. Někteří byli při útoku na vlak zabiti, jiným se podařilo uprchnout. Lokomotiva byla zničena. Další den transport pokračoval do Weidenu tažen náhradní lokomotivou. 

## Pamětihodnosti
- Poutní kostel sv. Mikuláše (Nikolausberg), pozdně gotický chór a barokní loď i věž
- Synagoga (1817) a židovský hřbitov (od1692) ne severním okraji obce
- Žulová kašna s figurálním sloupem (kolem 1600) na Tržním náměstí
- Evangelický kostel sv. Jana Křtitele, zčásti ze 16. stol.
- Falckraběcí zámeček Floss
- Okresní školní zahrada spolku zahrádkářů, volně přístupná po celý rok

## Partnerské obce
- Tlučná –  Česko